# Tăuți (okręg Kluż)
Tăuți – wieś w Rumunii, w okręgu Kluż, w gminie Florești. W 2011 roku liczyła 247 mieszkańców.